# Villányi Zsigmond
Villányi Zsigmond (Hercegszántó, 1950. január 1. – Göd/Budapest, 1995. január 13.) olimpiai és világbajnoki ezüstérmes magyar öttusázó, edző.
1964-ben kezdett háromtusázni a Csepel SC-ben. 1969-ben és 1970-ben egyéni junior világbajnok volt. 1970-ben már a felnőttek között egyéni és csapat világbajnoki ezüstérmet szerzett. Emellett a magyar bajnokságon is győzött. Ebben az évben megkapta az év magyar öttusázója díjat is. 1972-ben részt vett az olimpián, ahol csapatban lett második. Az egyéni versenyben 12. volt. 1974-ben újabb csapat ezüstéremmel lett gazdagabb a világbajnokságon. 1977-ig volt a válogatott keret tagja.
1978-tól edzőként is tevékenykedett. 1978-tól 1981-ig a Csepel SC vívómestere volt. Ezalatt 1980-ban és 1981-ben utánpótlás szövetségi kapitány is volt. 1982-ben az olasz válogatott trénere volt. 1983-tól 1988-ig ismét a Csepel SC versenyzőit készítette fel. 1988-tól 1991-ig a magyar válogatott vívóedzője volt. 1991-től ismét az olasz válogatottnál dolgozott.
Tanítványai közül többen olimpiai bajnokok lettek.
Emlékére a magyar utánpótlás bajnokságot Villányi Zsigmond-emlékverseny néven rendezik meg.

## Díjai, elismerései
- Az év magyar öttusázója (1971)
- Mesteredző (1991)